# 瓦迪斯瓦夫二世 (西里西亞)

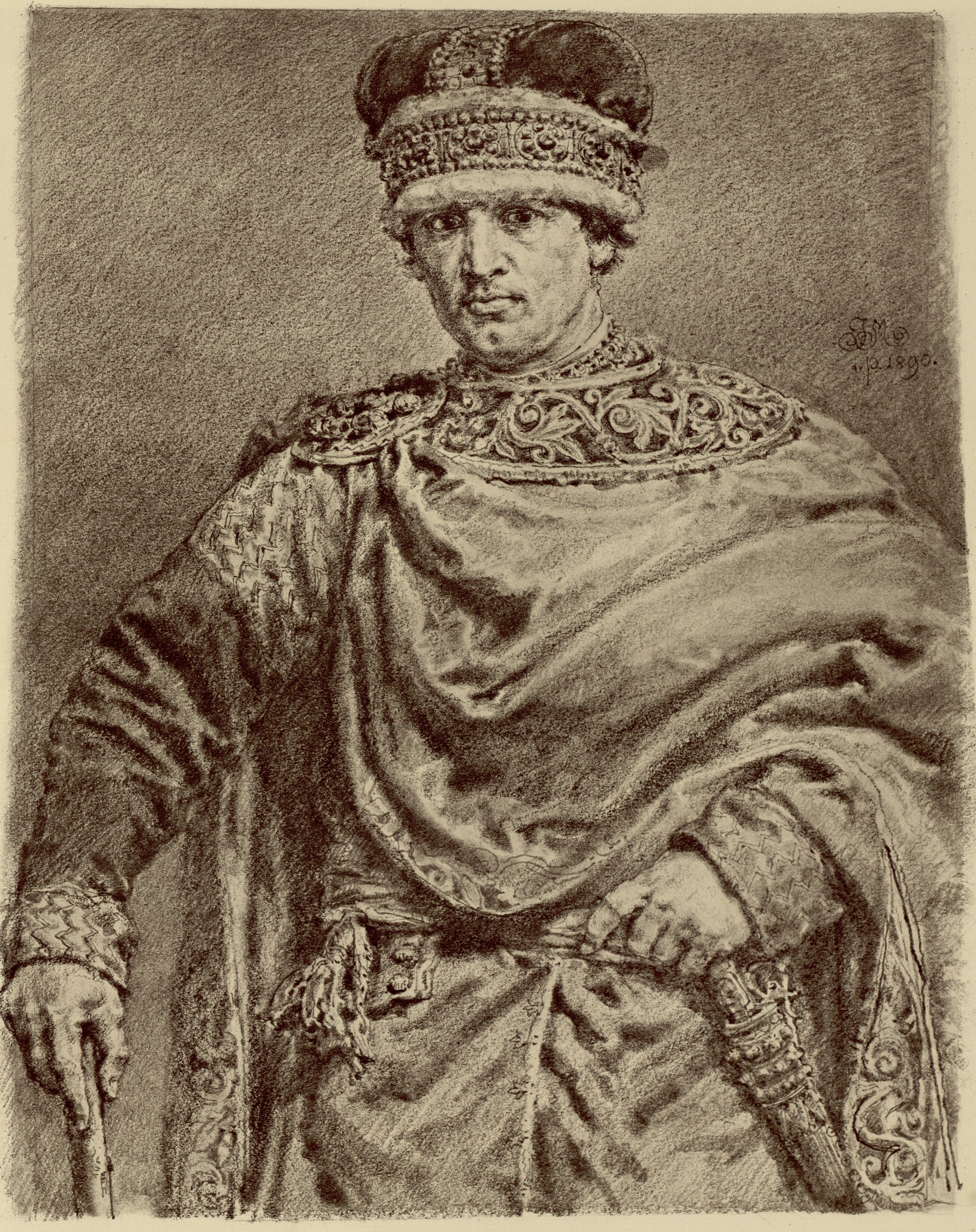
瓦迪斯瓦夫二世

瓦迪斯瓦夫二世（被放逐者）（波蘭語：Władysław II Wygnaniec；1105年—1159年5月30日），西里西亞公爵，1138年起為克拉科夫大公（波蘭地位最高的領主）。

## 早年
瓦迪斯瓦夫二世是波蘭公爵波列斯瓦夫三世的長子，母親為基輔大公斯維亞托波爾克二世的女兒，她是波列斯瓦夫三世的第一任妻子。瓦迪斯瓦夫二世於1105年出生，1125年與奧地利藩侯利奧波德三世的女兒巴奔堡的阿格妮絲結婚，因妻子的關係與奧地利及神聖羅馬帝國（德意志國王康拉德三世的同母異父妹妹）有密切關係。因為這關係，瓦迪斯瓦夫二世的封地西里西亞於1133年至1135年與波希米亞公爵索別斯拉夫一世發生戰爭時免受被摧毀，並於1137年與索別斯拉夫一世於涅姆恰和談時，為索別斯拉夫一世的幼子溫塞斯拉斯施洗並成為他的教父。

## 統治期間

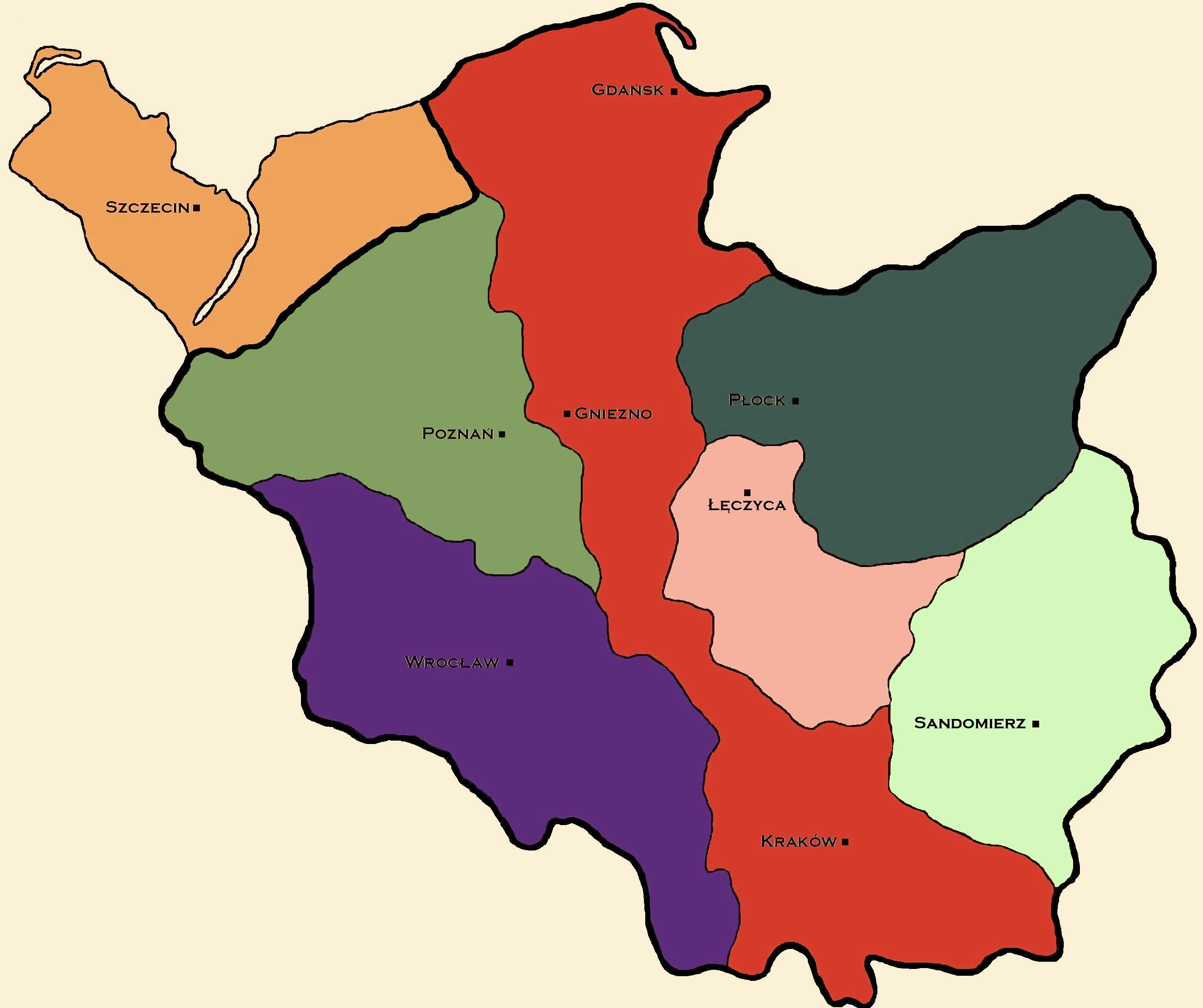
1138年波蘭波列斯瓦夫三世死前的遺產分割法：
長子的瓦迪斯瓦夫二世的小波蘭、部分庫亞維、謝拉茲文奇察地區
瓦迪斯瓦夫的附庸區波美拉尼亞
瓦迪斯瓦夫的西里西亞公國
次子波列斯瓦夫四世的馬佐夫舍公國
三子梅什科三世的大波蘭公國
四子桑多梅日的亨利分得桑多梅日省
遺孀柏格的薩洛美婭分到文奇察作為年金省

1138年，父親波列斯瓦夫三世逝世，根據其遺囑，采取“長子繼承法”，以身為長子的瓦迪斯瓦夫二世為波蘭大公，作為掌握波蘭最高權力者。他擁有富饒的西里西亞、東部大波蘭、小波蘭、部分庫亞維、謝拉茲文奇察地區，成為西里西亞公爵及稱為克拉科夫大公；次子波列斯瓦夫四世得到了馬佐夫舍和庫亞維，成為馬佐夫舍公爵；三子梅什科三世在這波分封中，除了原本就已分得的波茲南外，又根據遺囑分得格涅茲諾、卡利什等地，成為大波蘭公爵；四子亨利分得桑多梅日；遺孀柏格的薩洛美婭分得文奇察；而幼子卡齊米日二世因為出生於他父親去世的同年，波列斯瓦夫三世在他的遺囑中沒有規定卡齊米日可以分得任何公爵領地。1140年，作為波蘭大公的瓦迪斯瓦夫二世很快地就為了後母柏格的薩洛美婭的采邑文奇察，與異母弟們產生糾紛。1141年，柏格的薩洛美婭在文奇察與其所生諸子會商，決定將其女艾格妮斯(Agnes)嫁予基輔大公弗謝沃洛德二世，以作為諸子對抗瓦迪斯瓦夫二世的外援。瓦迪斯瓦夫二世察知有異，因此迅速採取行動，干預了這樁婚事，向基輔大公弗謝沃洛德二世提出替代方案，由其長子弗次瓦夫公爵波列斯瓦夫一世迎娶其女茲溫斯拉娃。基輔大公弗謝沃洛德二世在斟酌利害後，決定捨棄薩洛美婭諸子，與瓦迪斯瓦夫二世合作。薩洛美婭諸子對其兄長的首次謀叛計劃，最終遭到粉碎。
1144年7月27日，柏格的薩洛美婭去世後，瓦迪斯瓦夫二世打算將文奇察收歸己有。波列斯瓦夫四世與梅什科三世再度表示反對，他們意圖將文奇察交給幼弟卡齊米日二世。然而波蘭大公瓦迪斯瓦夫二世並不同意，隨後內戰就此爆發。波蘭大公瓦迪斯瓦夫二世在得到基輔大公的支援下，將弟弟們擊敗。
然而，瓦迪斯瓦夫二世推動國家統一的計劃，引起其他諸侯的反感。西里西亞督軍彼德‧沃斯托維奇為了維持權位，選擇支持公爵們對抗瓦迪斯瓦夫二世。在瓦迪斯瓦夫二世之妻巴奔堡的艾格妮斯策劃下，瓦迪斯瓦夫二世將彼德‧沃斯托維奇誘捕。彼德‧沃斯托維奇雖然沒有因為叛國罪而被處死，但卻被瓦迪斯瓦夫二世處以刺瞎雙眼、弄啞後流放海外的酷刑。彼德‧沃斯托維奇倒台後，逃到基輔。雖然彼德‧沃斯托維奇已成殘廢，但他的復仇之心卻十分熾烈，從他逃到基輔宮廷起，他便積極謀劃促使波蘭大公瓦迪斯瓦夫二世垮台的陰謀。
1146年，瓦迪斯瓦夫二世的弟弟們第三度發起叛亂，由於基輔大公國自身正面臨困難，瓦迪斯瓦夫二世無法如同前兩次一樣，獲得來自基輔的援助，甚至還得派其長子"高個子"波列斯瓦夫一世領軍支援基輔大公弗謝沃洛德二世。為了彌補無法自基輔大公國得到支援，瓦迪斯瓦夫二世便轉向德意志國王康拉德三世宣誓效忠，以換取援助。起初，這樣的計劃似乎是十分順利的。發動叛亂的波列斯瓦夫四世與梅什科三世為其所敗，逃往波茲南固守，叛亂眼見就將如同前兩次一樣平息。然而，瓦迪斯瓦夫二世與教會關係的破裂，瞬時讓他的優勢被逆轉。格涅茲諾大主教雅各布(Jacob)以其殘酷地對待彼德‧沃斯托維奇為由將他開革教籍，從而引發一連串對他暴政不滿的反叛。1146年5月，瓦迪斯瓦夫二世遭到徹底擊敗，為了保住性命，他只能迅速流亡海外。自此波蘭大公的位置，便由其弟波列斯瓦夫四世取而代之。

## 放逐期間及去世
流亡中的瓦迪斯瓦夫二世並未因此放棄復辟的計劃，他在接受德意志國王康拉德三世的保護時，不斷地鼓動康拉德三世為之出頭。雖然康拉德三世試圖使之復位，但終究沒能成功，最後康拉德三世接受了波列斯瓦夫四世向他的臣服，便將其注意力轉到準備十字軍運動上。瓦迪斯瓦夫二世意圖仰賴康拉德三世復位的計劃，也就成為幻影，不過瓦迪斯瓦夫二世並未因此放棄。
1147年，正當康拉德三世領導第二次十字軍在黎凡特作戰之時，瓦迪斯瓦夫二世為了儘快奪回爵位而與其妻子巴奔堡的阿格妮絲前往羅馬向教宗恩仁三世求援，但是失敗而回。1152年，康拉德三世逝世，由其侄兒腓特烈一世繼承王位，瓦迪斯瓦夫二世回國復辟的希望重燃。由於當時腓特烈一世正忙於鞏固其對義大利王國的統治與加冕問題，因此一時無心處理東方事務。直到1157年，成為神聖羅馬帝國皇帝的腓特烈一世終於從義大利騰出手來，於是他便藉口要解決波蘭大公爭位的懸案，大舉入侵波蘭。波列斯瓦夫四世以下諸王公不敵，紛紛向皇帝請降，承認其最高權威。然而卻沒有為瓦迪斯瓦夫二世復位，只是協議讓瓦迪斯瓦夫二世的兩名兒子弗次瓦夫公爵波列斯瓦夫一世及梅什科四世取回西里西亞統治權。瓦迪斯瓦夫二世復辟無望，於1159年鬰鬰而終。直至1163年，波列斯瓦夫一世及梅什科四世才取回西里西亞的統治權。

## 子女
瓦迪斯瓦夫二世與妻子巴本堡的阿格尼絲共有3子1女：
1. 波列斯瓦夫（1126/27年—1201年），弗洛茨瓦夫公爵
2. 梅什科（1130年—1211年），大波蘭公爵
3. 里基莎（約1140年—1185年），卡斯提爾王后
4. 康拉德（英语：Konrad Laskonogi）（1146年—1190年），格沃古夫公爵